# Стефан Николов (генерал)
Вижте пояснителната страница за други личности с името Стефан Николов.
Стефан Христов Николов е български офицер, генерал-майор, командващ втора армия (1996 – 2000).

## Биография
Роден е на 13 април 1942 г. в елховското село Изгрев. Бил е началник-щаб на Инспектората на Министерството на отбраната и командир на втория български батальон, част от мисията на ООН в Камбоджа. На 3 май 1996 г. е удостоен със звание генерал-майор. На 19 август 1996 г. е освободен от длъжността заместник-началник на Щаба на командването на Сухопътните войски и назначен за командир на Втори армейски корпус, считано от 1 септември 1996 г. Вследствие на реорганизацията на корпуса в Сили за бързо реагиране на 24 август 1998 е преназначен на същата длъжност, считано от 1 септември 1998 г. На 7 юли 2000 г. е удостоен с висше военно звание генерал-майор, освободен от длъжността командир на Силите за бързо реагиране и от кадрова военна служба.